# Porta dei Leoni (Palermo)

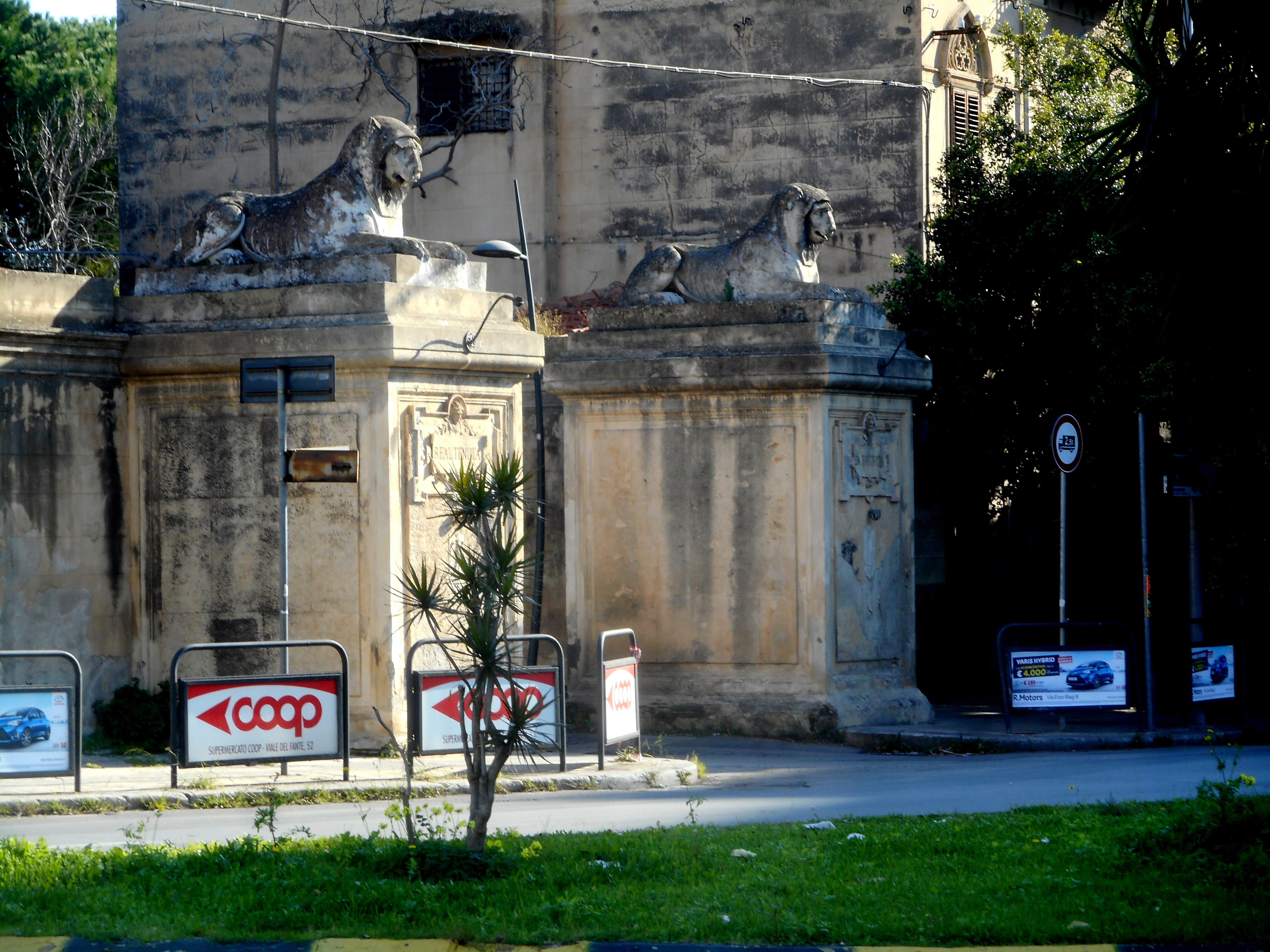
Porta dei Leoni

Porta Leoni è un'antica porta di Palermo.

## Storia
La porta si trova all'interno dell'omonima piazza e venne edificata nel 1799 insieme al Parco della Favorita del quale divenne, e rimane tuttora, l'accesso principale. Attualmente i due varchi vengono utilizzati per l'accesso al parco per le auto.

## Struttura
La porta è costruita in pietra calcarea, lo stile è tipicamente neoclassico, abbastanza austero senza troppe concessioni alle decorazioni. Il nome deriva dalle decorazioni a forma leonina che si trovano ai lati della porta.